# Flora URSS
Flora URSS (abreviado Fl. URSS) es una obra con ilustraciones y descripciones botánicas que escribió como principal protagonista hasta su muerte, el botánico, micólogo, pteridólogo, y algólogo ruso Vladímir Leóntievich Komarov. La obra consta de 30 volúmenes que fueron editados entre los años 1934 a 1964.